# Dyops cyanargyria
Dyops cyanargyria là một loài bướm đêm trong họ Noctuidae.